# Syn pułku

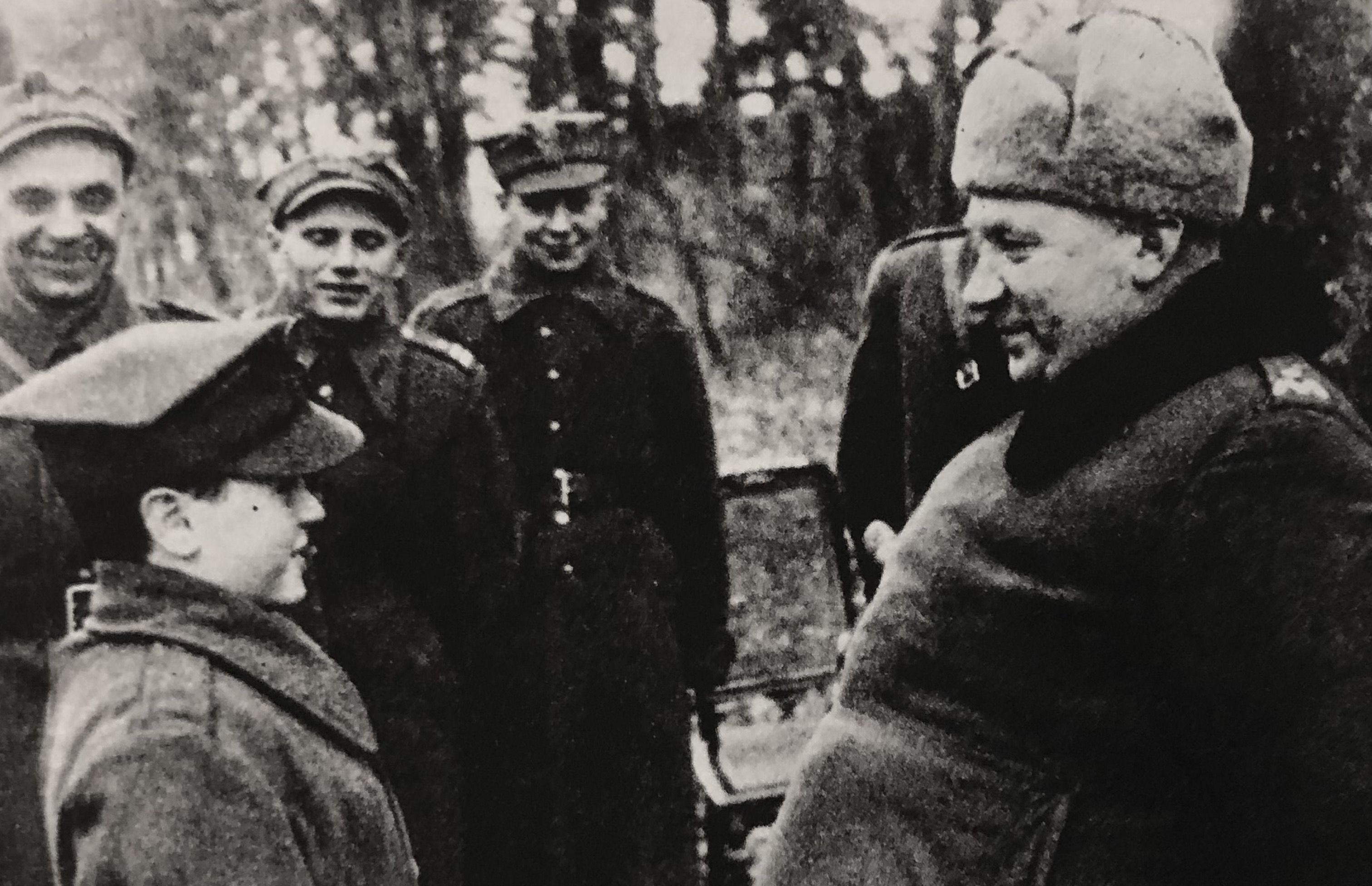
Syn pułku w rozmowie z generałem Bolesławem Kieniewiczem

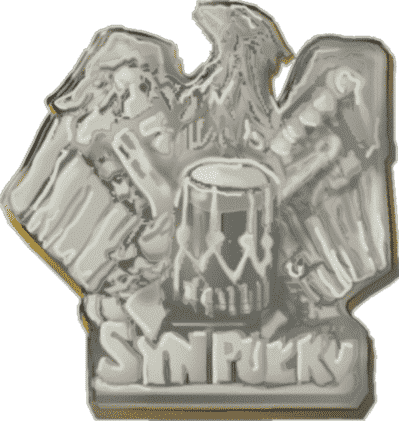
Odznaka pamiątkowa „Syn Pułku”

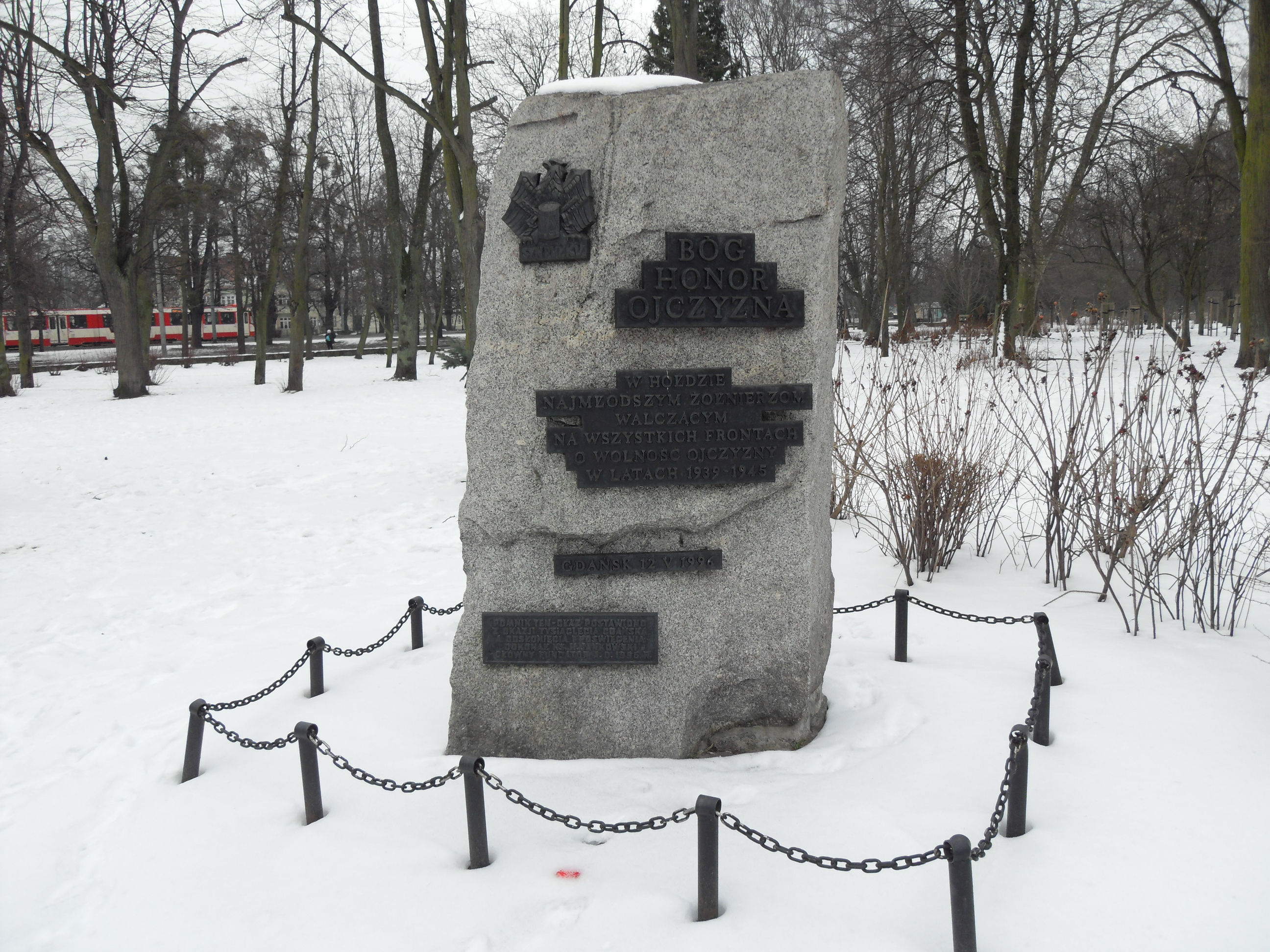
Pomnik synów pułku w Gdańsku

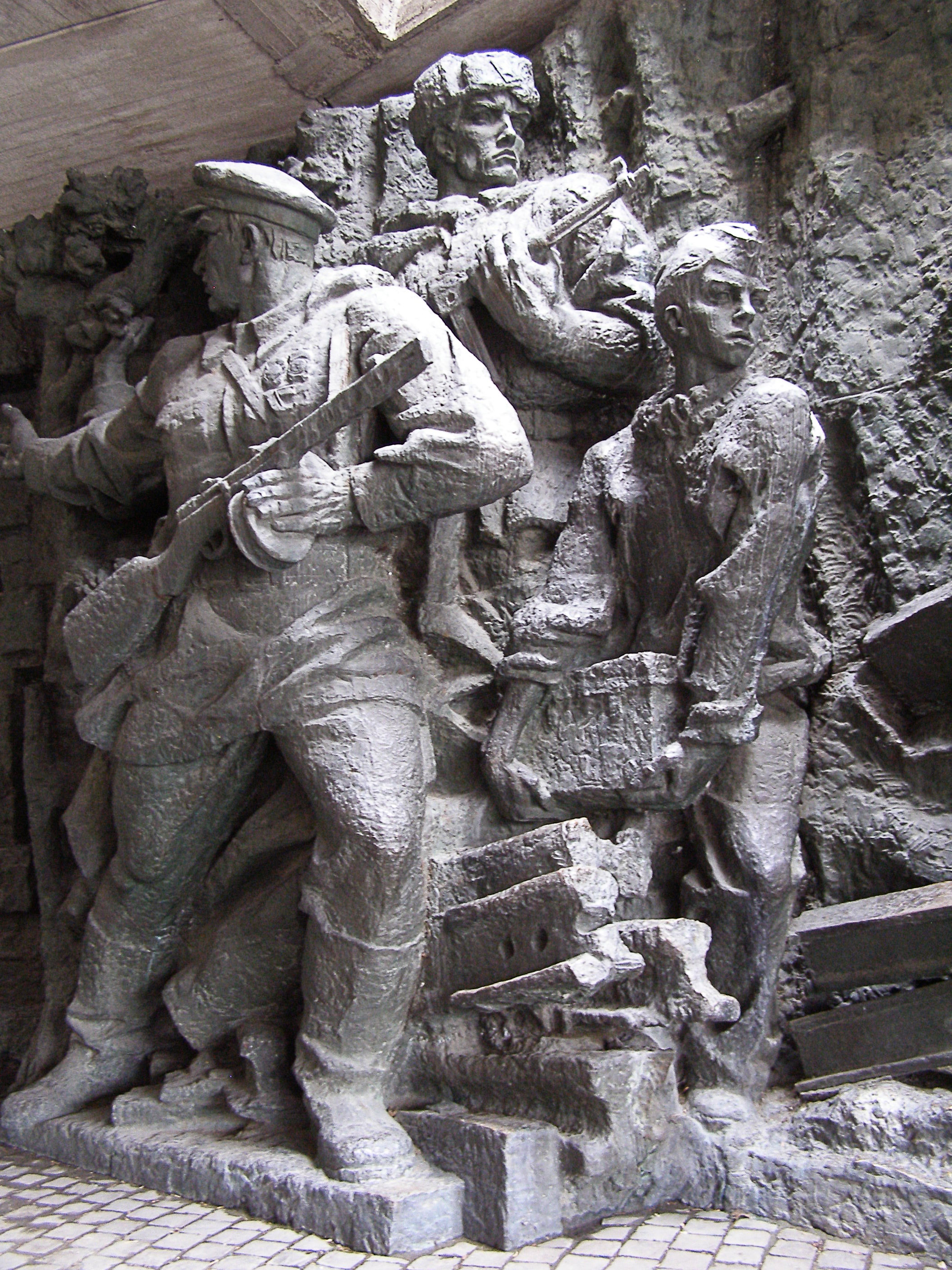
Syn pułku na pomniku Matka Ojczyzna w Kijowie

Syn pułku – potoczne, później oficjalne określenie dzieci żołnierzy.

## Historia
Synami pułku nazywano w okresie wojen napoleońskich (1799–1815) dzieci, najczęściej sieroty po poległych żołnierzach lub markietanach ciągnących za wojskiem, przygarnięte przez oddziały wojskowe. Dzieci, najczęściej chłopcy, pełnili zwykle funkcje łączników, doboszów, wykonywali proste polecenia i sporadycznie przystępowali do bitew z bronią w ręku. W okresie II Rzeczypospolitej niektórym pułkom również zdarzało się adoptować sieroty które mieszkały w domu dziecka, ale były objęte patronatem wojska, między innymi chodziły do szkoły w mundurach jednostki opiekuńczej.

### II wojna światowa
Wojsko Polskie tworzone w Związku Radzieckim w czasie II wojny światowej (1939–1945) nierzadko roztaczało opiekę nad nieletnimi Polakami, pozbawionymi opieki, ratując ich w ten sposób przed prawdopodobnym w takiej sytuacji zagłodzeniem. Zależnie od wieku, różna była sytuacja synów pułku: starsi zazwyczaj brali udział w walce, natomiast młodszym dowództwo wojskowe starało się zapewnić opiekę, i wszędzie tam gdzie to tylko było możliwe, edukację. Z synów pułku rekrutowali się w dużej mierze uczniowie Junackiej Szkoły Kadetów powstałej w Palestynie przy Armii Andersa. Synami pułku nazywano też dzieci przygarnięte przez polskie oddziały partyzanckie, między innymi ocalałe po pacyfikacjach wsi. W pierwszych latach powojennych niektóre jednostki wojskowe kontynuowały tradycję podejmując zbiorową opiekę nad wojennymi sierotami.

## Upamiętnienie
W 1840 roku odbyła się premiera włoskiej opery komicznej Córka pułku, autorstwa Gaetana Donizettiego. W 1968 roku ustanowiono odznakę pamiątkową „Syn Pułku” którą nadawano tym osobom, które jako dzieci żołnierze podczas II wojny światowej, nie mając ukończonych 17 lat brały udział w walkach z niemieckim okupantem w jednostkach ludowego Wojska Polskiego, Polskich Sił Zbrojnych na Zachodzie i w oddziałach partyzanckich. W 1996 roku w gdańskim parku Akademickim odsłonięto pomnik w formie głazu narzutowego, upamiętniający synów pułku, z napisem o treści: „W hołdzie najmłodszym żołnierzom walczącym na wszystkich frontach ojczyzny w latach 1939-1945”. 
Nazwą Synów Pułku ochrzczono kilka ulic (między innymi w Warszawie, Poznaniu, Białymstoku, Płocku, Bydgoszczy, Olsztynie i Gdańsku) i szkół (między innymi Szkoła Podstawowa nr 1 im. Synów Pułku w Bystrej, Samorządowa Szkoła Podstawowa im. „Synów Pułku” nr 31 w Gdyni, Szkoła Podstawowa nr 28 z Oddziałami Integracyjnymi im. Synów Pułku Ziemi Lubelskiej w Lublinie, Zespół Szkół Sportowych nr 1 w Białymstoku, Zespół Szkół nr 19 w Bydgoszczy, Zespół Szkół im. Synów Pułku w Węglowicach, Zespół Szkół Rolniczo-Budowlanych nr 3 im. Synów Pułku w Lesznie).